# Амбер-Веллі
А́мбер-Ве́ллі (англ. Amber Valley) — округ і район місцевого самоврядування на сході графства Дербішир, Англія, який отримав свою назву від річки Амбер. Він охоплює напівсільську зону з чотирма головними містами, економіка яких базується на видобутку вугілля та залишається певною мірою під впливом машинобудування, розподілу та виробництва, утримуючи, наприклад, штаб-квартиру та виробничу ділянку кондитерської компанії Thorntons.
Населення за переписом 2011 року становило 122,309 осіб.

## Географія
Район розташований у східній частині графства Дербішир, межує на сході з графством Ноттінгемшир.

## Міста
- Альфретон
- Белпер
- Хеанор
- Ріплі